# Dobrovlje, Braslovče
Dobrovlje so raztreseno hribovsko kmečko naselje v Občini Braslovče, znano po samotnih kmetijah in kraških pojavih. Naselje se nahaja na kraški planoti Dobrovlje z značilnimi kraškimi pojavi, ki se imenuje tudi dobroveljski kras, s številnimi kraškimi jamami in brezni. Najglobje je Brezno presenečenj globoko kar 472 metrov, najbolj znana kraška jama pa je Hlastejeva jama, na vzhodu Dobrovelj v bližini Hlastejeve domačije.
Vsekakor je naselje že zelo staro, saj se v pisnih virih navaja že leta 1255 kot "Dobruoel" in leta 1336 kot "Dobrelach" v urbarju Benediktinskega samostana v Gornjem Gradu. Vendar je bilo območje že v rimski dobi, na kar kažejo najdbe rimskih gradenj in novcev.  Nekateri zgodovinarji menijo, da bi na območju Dobrovelj lahko bilo manjše krščansko središče po propadu rimske oblasti in sicer pri sedanjih cerkvah svetih Gervazija in Protazija na zahodnem delu Dobrovelj in svetega Urbana na severnem delu Dobrovelj. Obe sodita med najstarejše cerkve na savinjskem območju. Morda je taka tudi prvotna cerkev svetih Janeza in Pavla na Dobrovljah, saj naj bi bila na tem mestu prej kapela. V celotnem srednjem veku je bil večji del območja Dobrovelj v izključni alodialni lasti Žovneških gospodov, kasnejših Celjskih grofov in knezov. Iz zgodovinskih virov vemo, da je na planoti potekala meja med posestjo Žovneških in Gornjegrajskega samostana, zaradi katere so se vodili ostri spori.
Še pred 60 leti so bile kmetije na Dobrovljah samozadostne in so se ukvarjale s poljedelstvom (pridelava žit, nekaj časa celo s hmeljarstvom). Sedaj pa je glavna dejavnost živinoreja in mlekarstvo. Dodatna dejavnost je bila proizvodnja oglja. Naselje Dobrovlje je imelo največ prebivalcev leta 1890, ko se navaja, da jih je bilo 294. Še vedno se prebivalci izseljujejo, sedaj jih je le še nekaj nad 150.